# Троїцька церква (Новочеркаськ)
Троїцька церква (рос. Троицкая церковь) — колишній православний храм в місті Новочеркаську Області Війська Донського (Росія); також відома як Церква Трійці Живоначальної (рос. Церковь Троицы Живоначальной).

## Історія
Церква була споруджена на однойменній площі в 1810 році, і спочатку була дерев'яною. Після десятиліть занепав, в 1830 році обрушилася його церковна огорожа. 

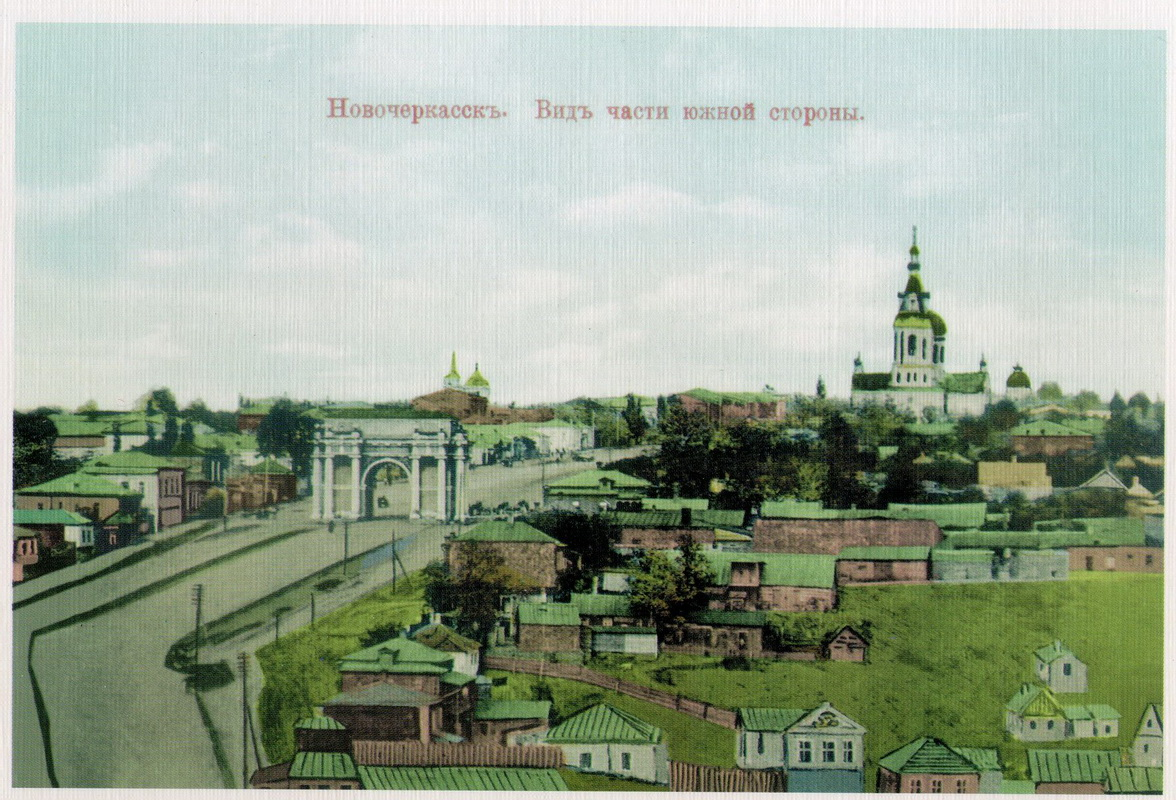
Вид на Новочеркаськ з південної сторони: Петербурзький спуск і Троїцька церква

У 1835 році парафіяни почали говорити про необхідність побудови кам'яної церкви. Проєкт двоповерхової кам'яної церкви був виконаний архітектором Сєдовим в січні 1845 року. Але Санкт-Петербурзьке головне управління публічних будівель і шляхів сполучення надіслало в Новочеркаськ свій проєкт Троїцької церкви. Міське правління відмовилося від обох проєктів через їхню малу місткість і вирішило створити новий. За його розробку взявся архітектор Фомін, який склав проєкт трьох престольного, п'ятикупольного, у візантійському стилі храму. Новий проєкт був схвалений і затверджений 2 серпня 1845 року. Тільки через п'ять років, 24 червня 1850 року, з благословення архієпископа Донського і Новочеркаського Іоанна (Доброзракова) була звершена урочиста закладка кам'яного храму. У 1856 році при Військовому наказного отамана М. Р. Хомутові церква була зведена. Ікони для іконостасів писали місцеві живописці Ардаліон Золотарьов та Михайло Гольмов. 30 травня 1859 року відбулося освячення Троїцької церкви.
У червні 1869 року почалася прибудова до Троїцької церкви цегляної дзвіниці з кам'яної трапезної. До 1896 року в храмі було тільки два престоли — головний (Троїцький) і південний (Воздвиженський); в 1896 році був створений третій — північний (Покровський) престол. В 1897 році при Троїцькій церкві у двоповерховому будинку з фасадом, що виходять на Санкт-Петербурзький проспект (нині узвіз Герцена) була відкрита школа для дівчаток, а в одноповерховому з фасадом на Московську вулицю — церковно-приходська школа.
Станом на 1915 рік Новочеркаська Троїцька церква була п'ятиглавої, з кам'яною дзвіницею, трьохпрестольної церквою і складалася з двох поверхів. Головний купол мав конусоподібну форму з вісьмома вікнами. Хрести на головкомах церкви були залізні, але позолочені. В Троїцький храм вели три двері. На дзвіниці в нижньому ярусі було десять дзвонів. Трапезна Троїцької церкви була досить просторою — довжиною 12 метров, шириною 8,5 метров і висотою 9,6 метров. При вході в церкву по праву і ліву сторони були розташовані хори.
Закриття Троїцької церкви відбулося в середині 1930-х років під час масової компанії щодо закриття православних храмів у Новочеркаську. Перед війною вона була зруйнована.